# Villas de la Ventosa

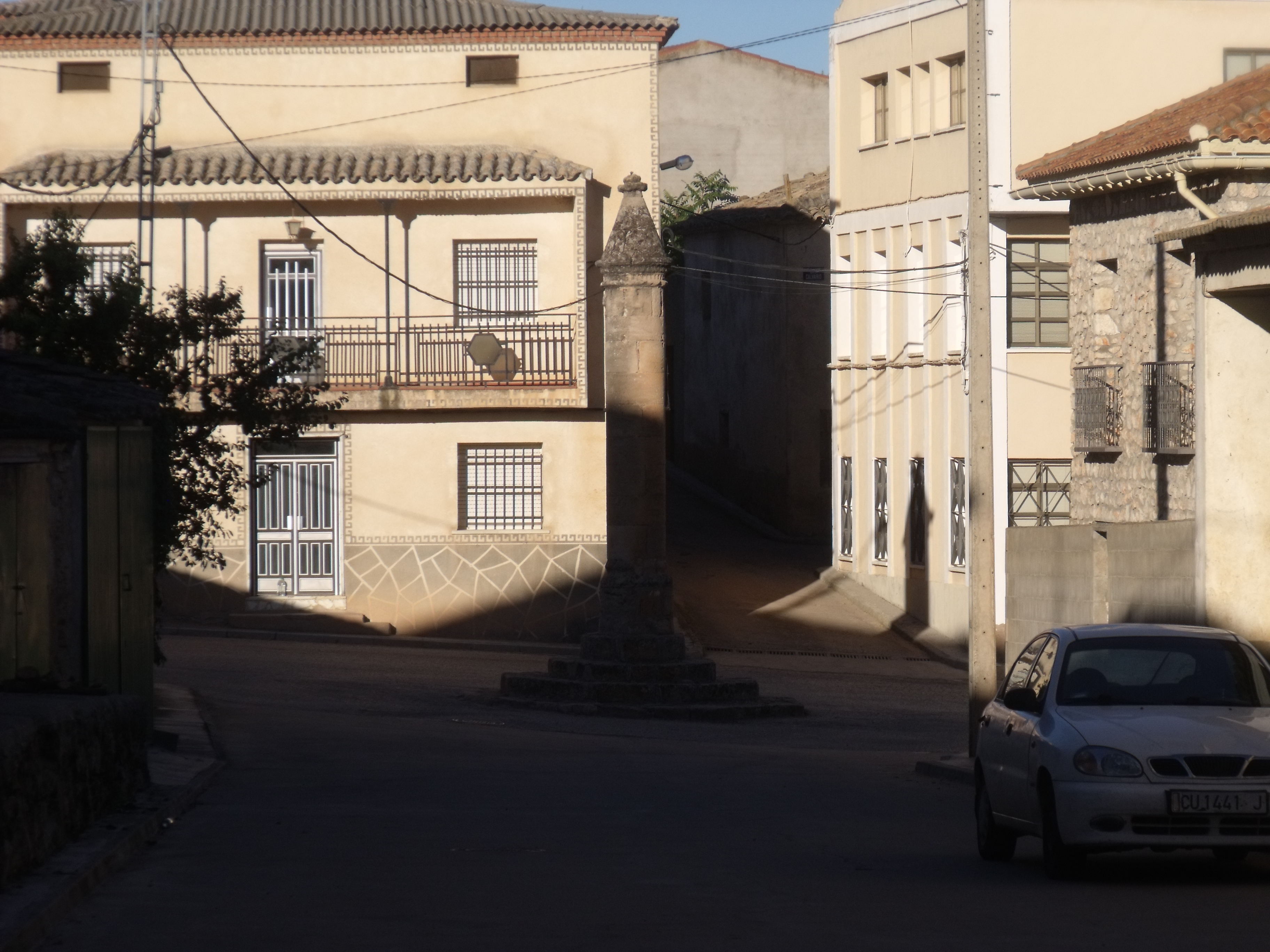
La Ventosa

Villas de la Ventosa är en kommun i Spanien.   Den ligger i provinsen Provincia de Cuenca och regionen Kastilien-La Mancha, i den centrala delen av landet, 110 km öster om huvudstaden Madrid. Antalet invånare är 298. Arean är 145 kvadratkilometer.
Terrängen i Villas de la Ventosa är kuperad åt sydväst, men åt nordost är den platt.